# 파나기오티스 베르데스

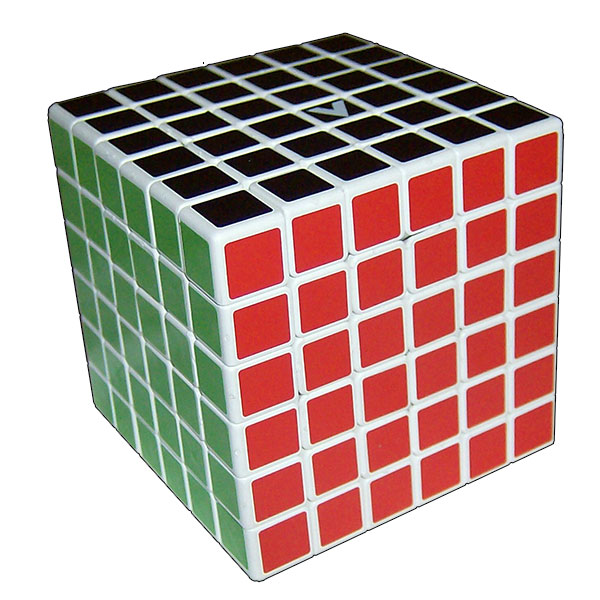
V-Cube 6

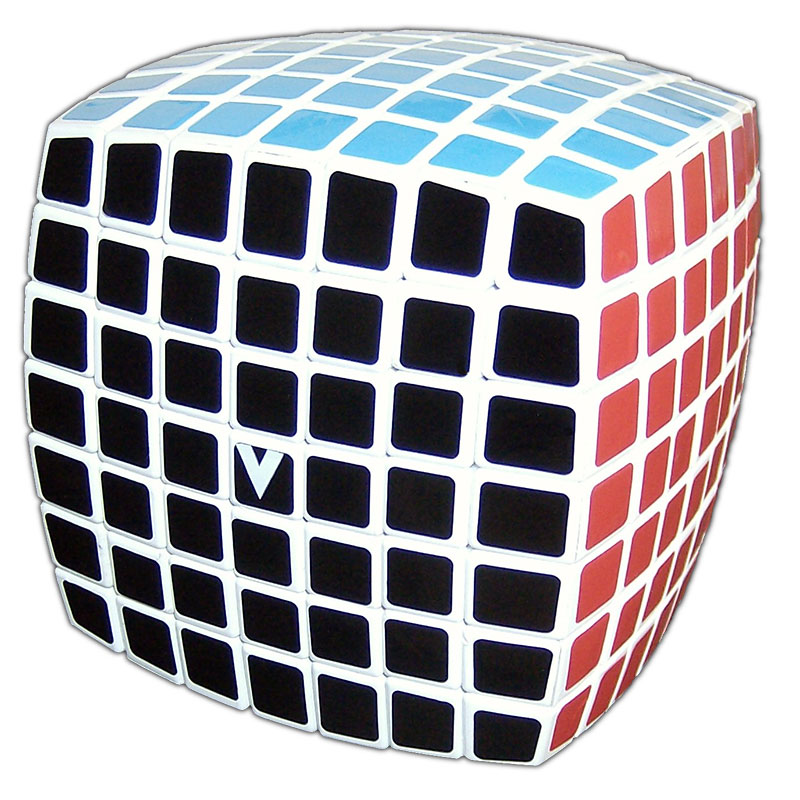
V-Cube 7

파나기오티스 베르데스(Panagiotis Verdes)는 그리스의 발명가로, 6x6x6 이상의 루빅스 큐브를 실용적인 실물로 최초로 구현하는 법을 발명한 사람이다. 그가 만든 큐브는 V-큐브 라는 상표로 팔리고 있다.